# Hemidactylus albivertebralis
Hemidactylus albivertebralis là một loài thằn lằn trong họ Gekkonidae. Loài này được Trape & Böhme mô tả khoa học đầu tiên năm 2012.